# Aiguille du Midis kabinbana
Aiguille du Midis kabinbana (franska: Téléphérique de l'Aiguille du Midi) är en kabinbana som går från staden Chamonix i departementet Haute-Savoie i Frankrike till toppen av berget Aiguille du Midi. Den är uppdelad i två sektioner med byte på platån 
Plan de l'Aiguille, (2 310 m ö.h.). Kabinbanan invigdes 1955 och var under många år världens högsta. 
Den första sektionen, som börjar mitt inne i Chamonix, är 2 543 meter lång och går via 3 stolpar till stationen på  Plan de l'Aiguille varifrån man kan ta sig över glaciären Les Pelerins för att bestiga Mont Blanc. Den andra sektionen består av ett 2 867 meter långt enkelspann till toppstationen (3 777 m.o.h.) som ligger 65 meter under själva bergstoppen. 
Kabinbanan var världens högsta till 1979 då banan till Klein Matterhorn blev klar, men håller fortfarande världsrekordet i vertikal stigning, från 1 035 till 3 842 m ö.h., över världens näst längsta enkelspann. Den renoverades 1991 då bland annat bär- och draglinor samt kabiner byttes ut och stationerna och utsiktsplatserna byggdes om.
Resan från Chamonix till  toppstationen tar 20 minuter. Därifrån kan man ta en elevator till plattformen på bergets topp eller gondolbanan Télécabine Panoramic Mont-Blanc över Glacier de Geant till Point Helbronner (3 452 m ö.h.) på den italienska sidan av Mont Blanc-massivet. 

## Bilder

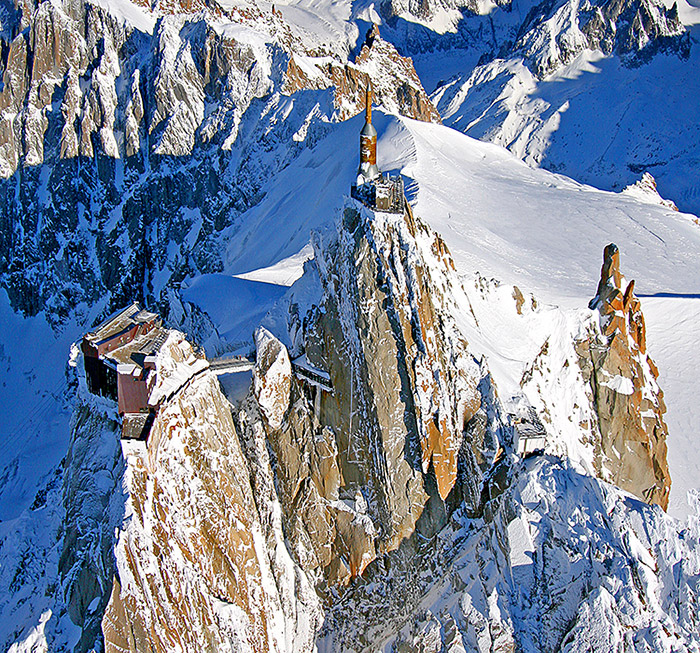
Toppstationen till vänster med gångbron till Aiguille du Midi.
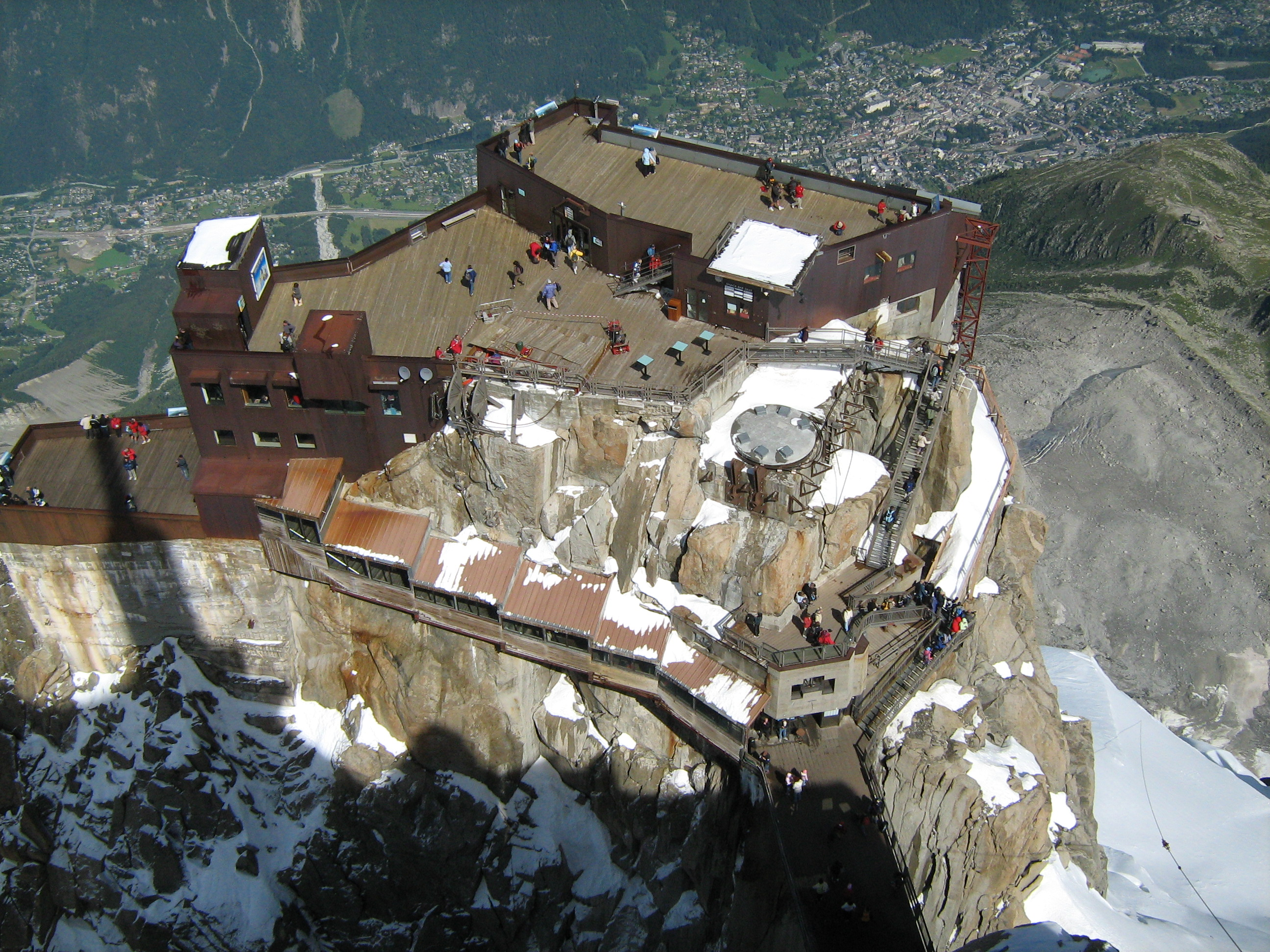
Toppstationen.
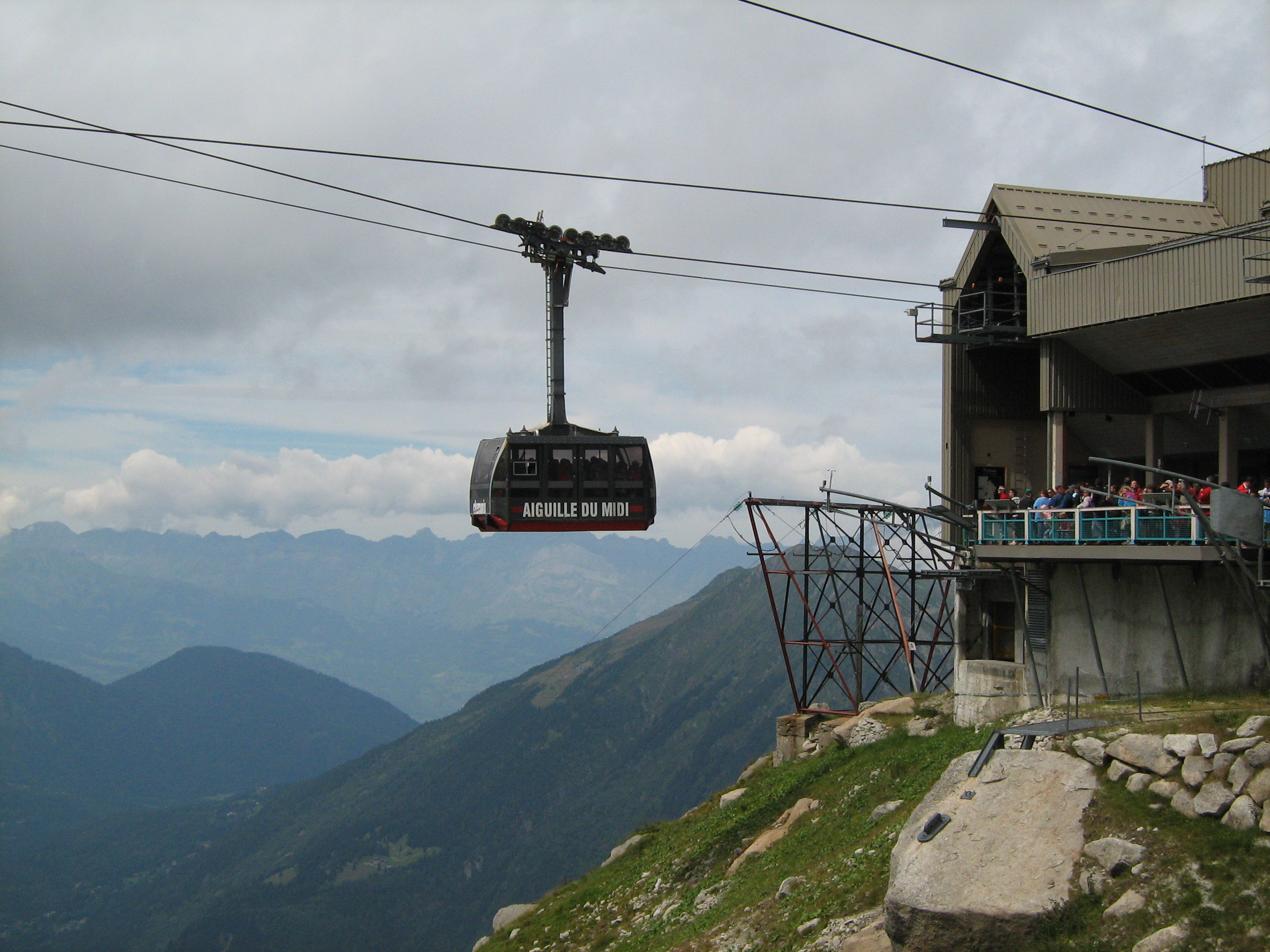
Mellanstationen på Plan de l'Aiguille.
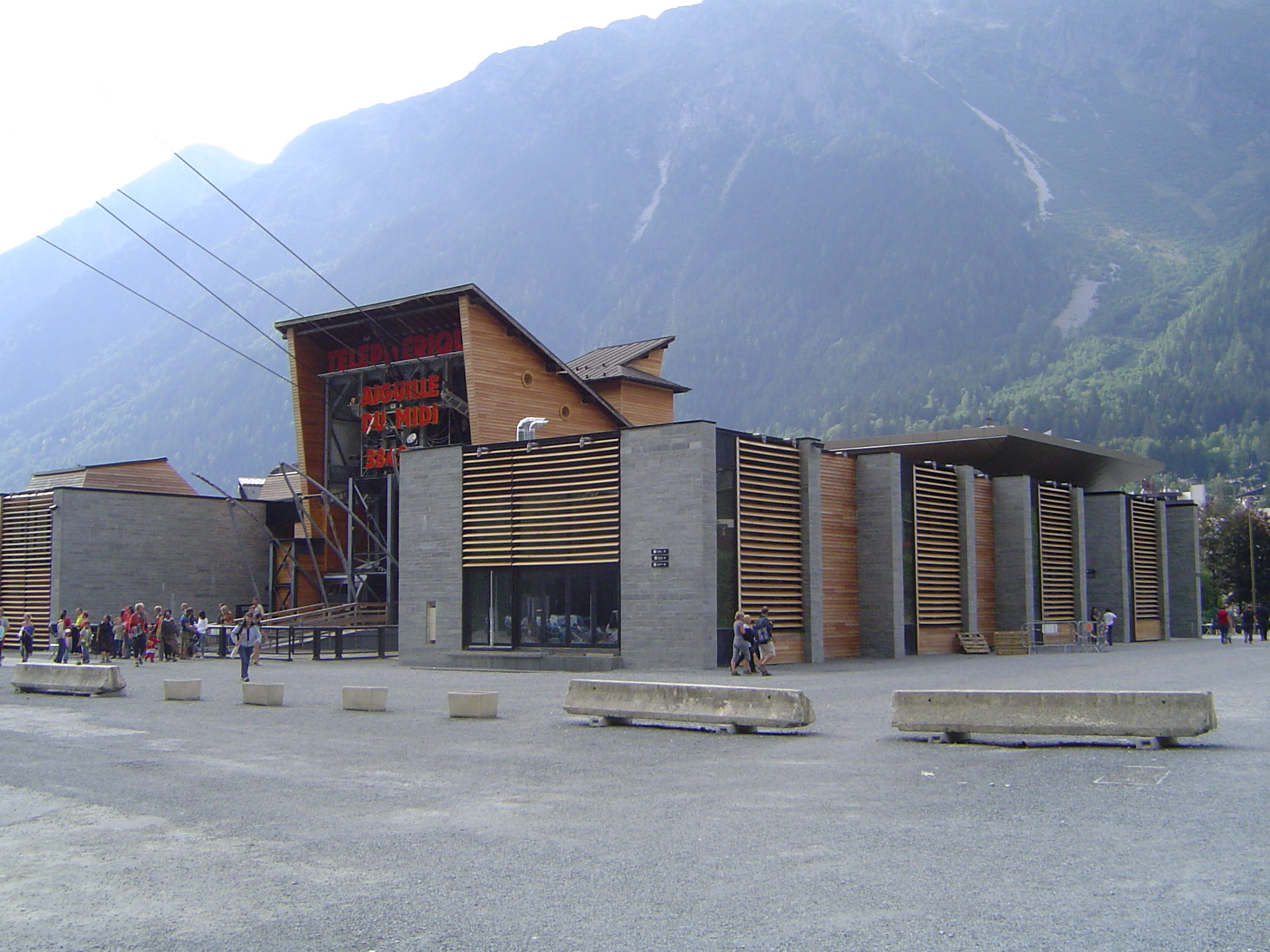
Stationen i Chamonix.